# イワネコノメソウ
イワネコノメソウ（岩猫の目草、学名：Chrysosplenium echinus）は、ユキノシタ科ネコノメソウ属の多年草。別名、トゲミネコノメソウ、ホソバミズネコノメソウという。

## 特徴
植物体は全体がほとんど無毛。根出葉は、花時には枯れて残らない。花茎は高さ3-12cmになる。茎につく葉は1-2対が対生し、葉身は長さ2-8mm、幅3-10mmになる扇形または円腎形で、葉柄があり、基部は切形または広いくさび形になり、上縁には3-5個の内曲する明瞭な鋸歯がある。花後に、花茎の基部から地上性の走出枝をだして、花茎の葉より大きい4-5対の葉を間隔をおいてつけ、その先端につく葉はいちじるしいロゼットにならない。走出枝につく葉は長さ2-18mmになる円形から円腎形で、長さ4-12mmになる葉柄がある。先端にいくほど大きいものになり、縁には3-10個の鋸歯があり、先は内曲しやや鋭い。
花期は4-5月。花序を取り囲む苞葉は緑色、卵形で左右相称、上縁に1-2対の鋸歯がある。花の径は3-5mmになる。萼裂片は4個で花時に平開し、長さは1-1.5mmになり、三角形から卵形で、先端は鈍頭または鋭頭、色は緑色になり、ときに部分的に暗赤紫色をおびることがある。花盤は淡緑色になり、萼裂片の基部まで及ぶ。花弁は無い。雄蕊は8個あり、長さ0.5mmほどで、花時に直立する。裂開直前の葯は橙赤色をしている。子房は下位。花柱は2個あり短く、花時に直立する。果実は朔果で2個の心皮は大きさが異なり、朔果の嘴は斜開する。種子は18-20個あり、卵形で、長さ0.8-1mm、縦に10数個の隆条があり、微細な棍棒状突起が密にならぶ。

## 分布と生育環境
日本固有種。本州の福島県南部・関東地方・東海地方、四国、九州に分布し、温帯林におおわれた沢沿いの陰湿地に生育する。

## 名前の由来
和名イワネコノメソウは、「岩猫の目草」の意。
種小名（種形容語）echinus は、「とげの多い～」の意味。

## 類似の種
本種は、日本では、南千島、北海道、本州の近畿地方以北の日本海側に分布し、山地の温帯林におおわれた沢沿いの陰湿地に生育するチシマネコノメソウ - Chrysosplenium kamtschaticum に似るが、同種と比べると、走出枝の先端につく葉はロゼットをつくらないこと、葉や苞葉の鋸歯が鋭いこと、種子の稜に棍棒状突起があること、花時に根出葉が枯れて残らないことで区別される。 

## ギャラリー

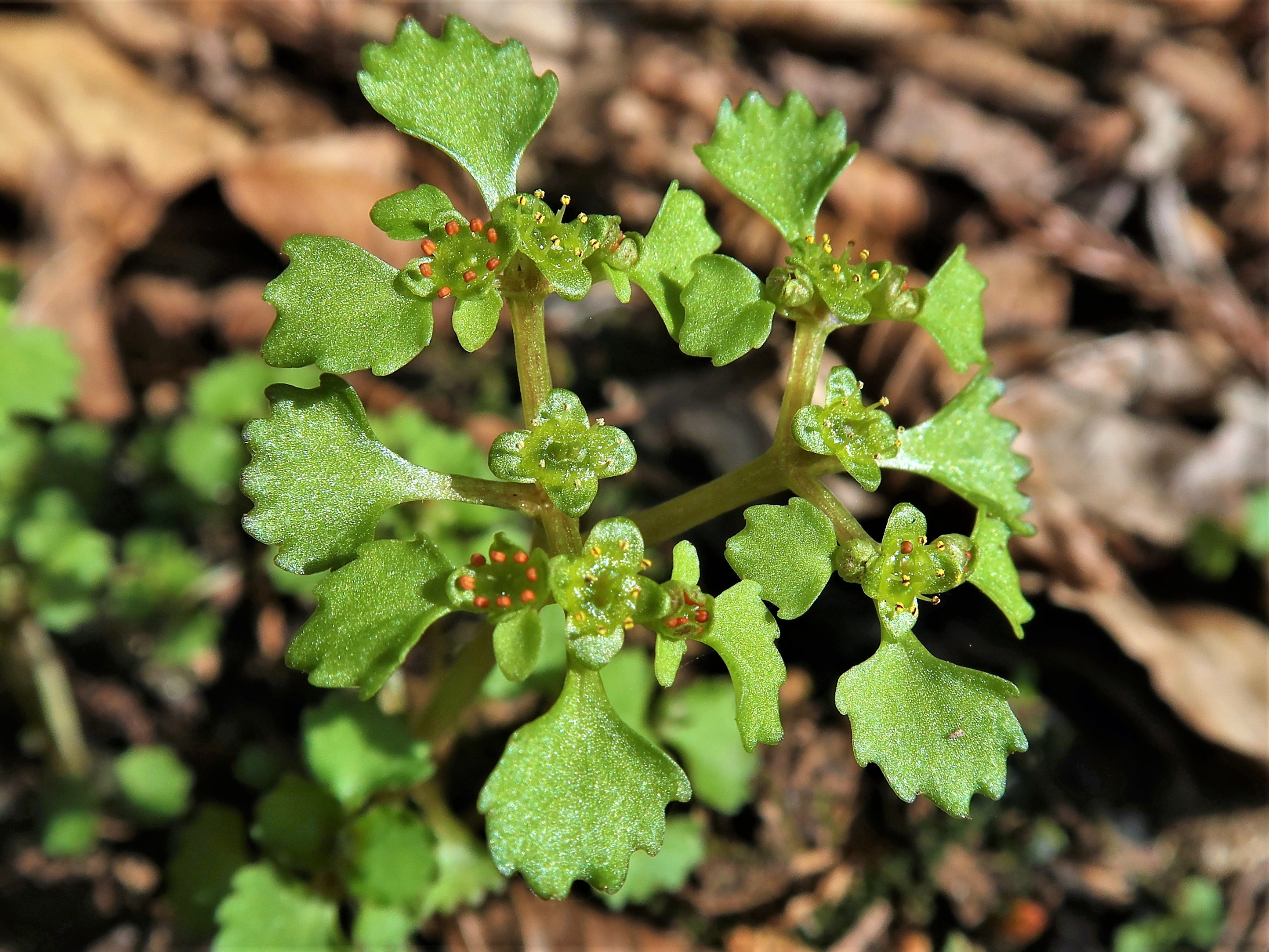
苞葉は緑色。苞葉の鋸歯が鋭い。
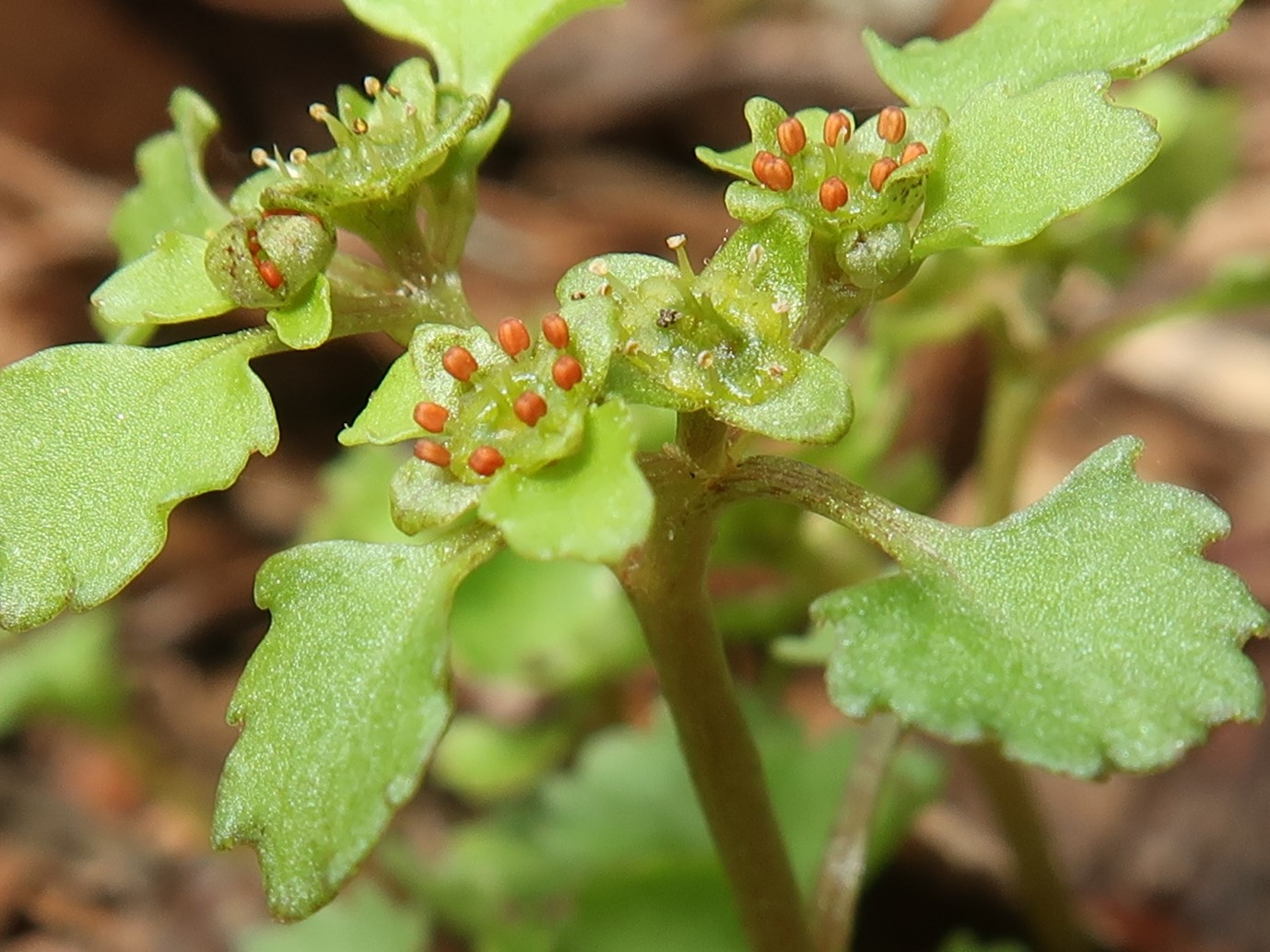
萼裂片は平開し、裂開直前の葯は橙赤色をしている。
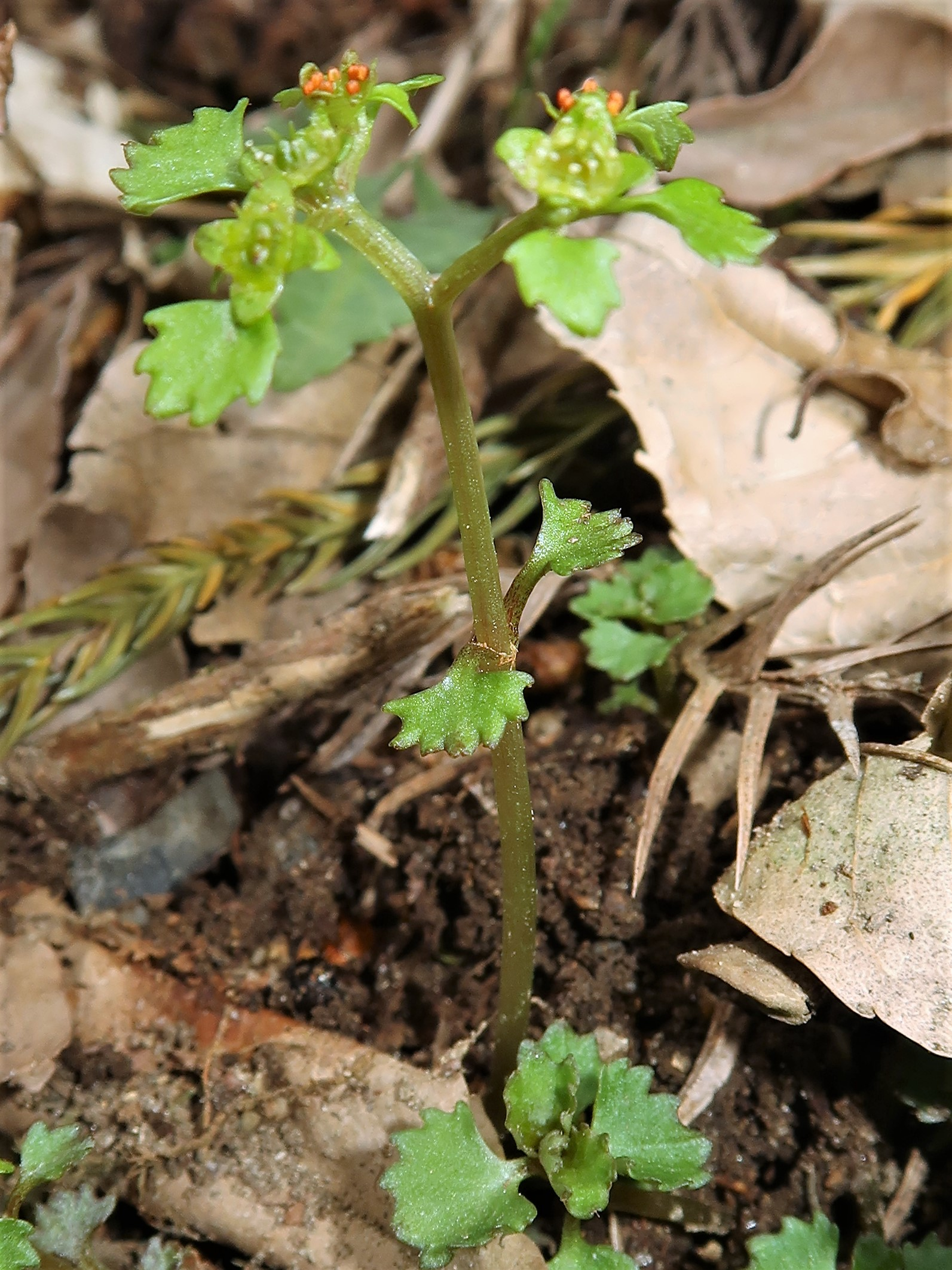
茎葉が1対あり、葉身は扇形をしている。茎葉が2対のものもある。
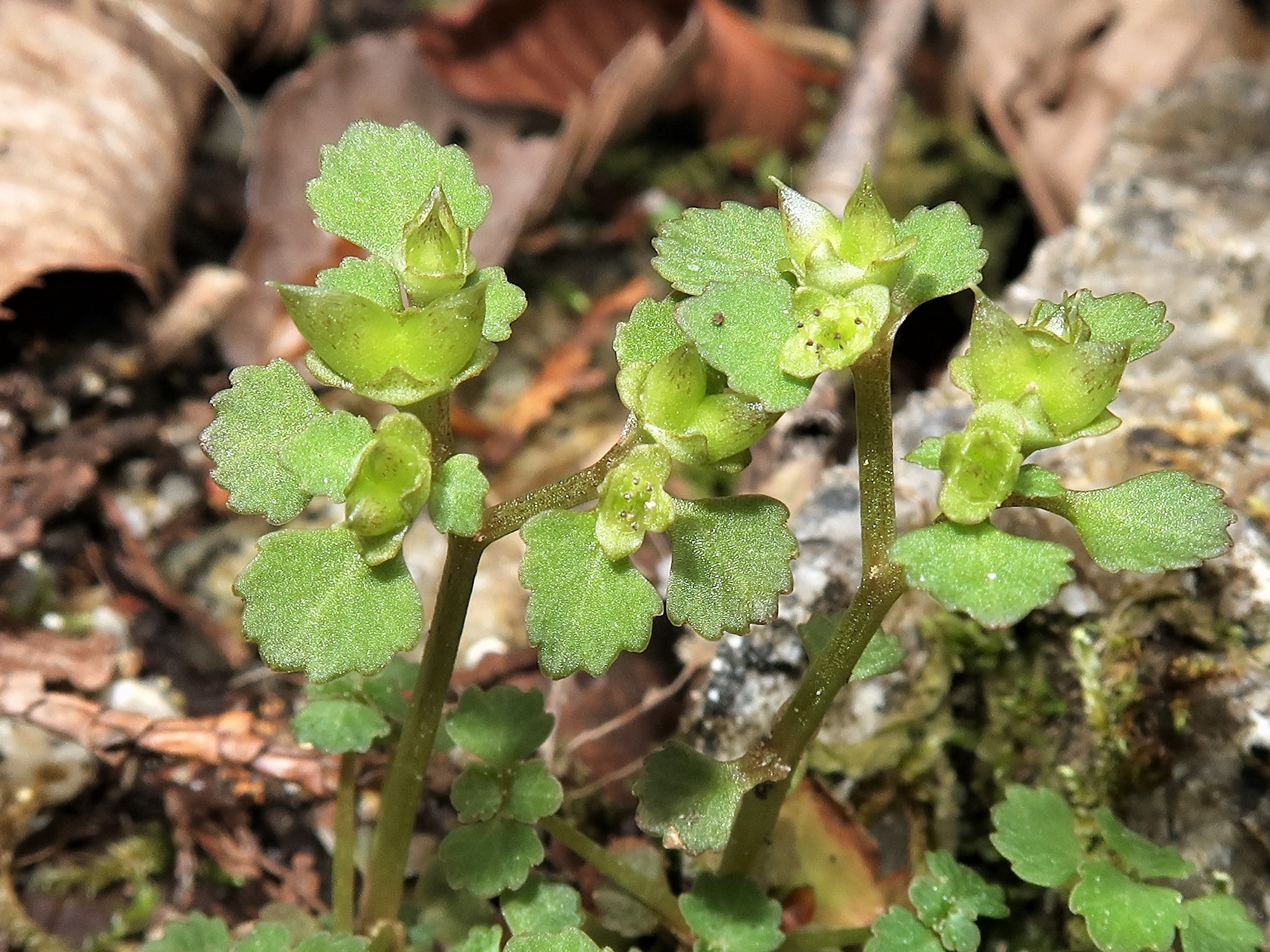
2個の朔果は大きさが異なる。